# École Saint-Martin-de-France
 (décembre 2022).
Si vous disposez d'ouvrages ou d'articles de référence ou si vous connaissez des sites web de qualité traitant du thème abordé ici, merci de compléter l'article en donnant les références utiles à sa vérifiabilité et en les liant à la section « Notes et références ».
 (février 2024).
- Si vous ne connaissez pas le sujet, laissez ce bandeau (vous pouvez alors contacter les auteurs).
- Si vous supprimez le contenu mis en cause (vous pouvez préalablement contacter les auteurs),

argumentez précisément cette suppression dans la page de discussion
(un manque de référence n'est pas un argument ; une recherche réelle de référence doit avoir été effectuée, être formellement documentée).
Pour les articles homonymes, voir Saint-Martin.
L’école Saint-Martin de France est un établissement scolaire privé sous contrat d'association avec l'État, situé dans un parc de 35 hectares sur la commune de Pontoise dans le département du Val-d'Oise, à 28 kilomètres du centre de Paris. Elle comprend un collège et un lycée, et accueille des garçons et des filles, en demi-pension et internat. L’école est dirigée par la congrégation des Oratoriens.
Saint-Martin de France est l'une des écoles les plus chères de France : le prix complet pour une année scolaire est d'environ 10 000 euros. Certains des élèves reçoivent une aide financière. Au fil des années, Saint-Martin de France s'est forgée la réputation d'accueillir les enfants de l'élite financière, diplomatique et de certaines célébrités.
Saint-Martin de France est surnommé "tinsmar" (verlan) par les élèves de l'école et a pour abréviation "SMDF".
En 2022, le taux de réussite au baccalauréat de l'école était de 97%, supérieur à la moyenne nationale (92%) et départementale (88%). Saint-Martin de France est l'un des meilleurs établissements du Val d'Oise, se classant 11e sur 46 en 2022.

## Histoire
Vers le milieu du XIe siècle, quelques moines sont venus de Paris pour secourir les Pontoisiens frappés par la peste. Lorsque le fléau disparut, ils établirent sur un terrain voisin du Château fort les premières cellules d’une Abbaye de bénédictins sous le vocable de Saint Germain évêque de Paris.
Elle eut pour premier supérieur en 1069, un moine nommé Gautier qui venait de Picardie. D’une grande pureté et d’une grande charité, il était appuyé par le pape Grégoire VII. Le monastère prospérant, il fallait s’agrandir.
Au sud de Pontoise, sur un plateau dominant l’Oise de chaque côté de la voie gallo-romaine de Paris à Rouen, s’étendait un bourg dont l’église était dédiée à Saint Martin en l’honneur du passage du centurion Martin avec sa légion aux alentours de l’année 340. Ce dernier y revient 20 ans plus tard en tant qu’évêque de Tours.
En 1090, Guiscard comte de Roucy, ami de Gautier, lui donnait ce bourg et son église. Il y installa son abbaye qui devint l’abbaye de Saint Martin. En 1671, Louis XIV nomma le cardinal de Bouillon abbé co-mandataire de l’abbaye de Saint Martin, après la démission volontaire de Gautier de Montagu. Le cardinal s’attacha passionnément à son Abbaye.
L’établissement d’un parc et d’un château le préoccupe jour et nuit. Il força ses religieux à lui céder l’abbatiale et presque tout l’enclos de leur monastère. Au centre, il fit construire un vaste château, bien loin d'imaginer que trois siècles plus tard, il abriterait des élèves !

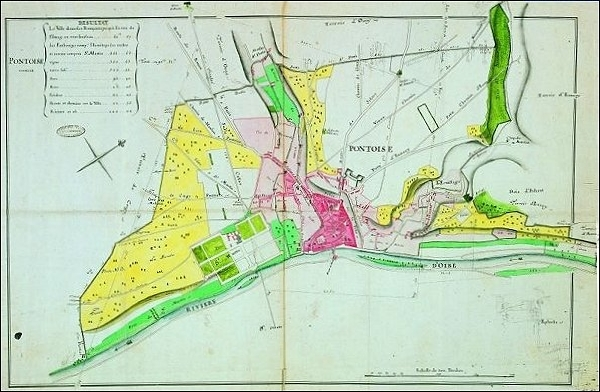
Plan d’intendance de Pontoise daté de 1778

Quelques siècles plus tard, en 1928, certaines familles catholiques de Pontoise et des environs s’étaient réunies pour étudier la possibilité de créer une école libre de garçons. À l’époque existait une école pour jeunes filles qui s’appelait « Jeanne d’Arc », actuellement Notre Dame de la Compassion. La création d’un collège d’enseignement secondaire à Pontoise est due à l’initiative de Charles Gibier, évêque de Versailles, qui, le 27 mai 1928, convoqua Louis Thomassin pour le charger de mener à bien cette création.
La famille Thomassin exploite la ferme du Puiseux depuis 1764, et Louis Thomassin, qui représentait la 5e génération, fut le fondateur et président de la société immobilière de Saint Martin de Pontoise. Louis s’adressa au révérend Père Desforge, provincial des Jésuites pour Paris et le Nord de la France. Ce dernier vint à Pontoise, examina le projet et, après une réflexion de 3 semaines, déclina l’offre.
Entre-temps, Charles Gibier avait fait part de son projet à Jules-Marie-Victor Courcoux, oratorien, alors évêque d’Orléans. Ce dernier donna immédiatement une réponse favorable, en lui disant que le père Duprey serait capable de mener à bien ce projet.
Il fut décidé d’acheter un terrain de 3,5 hectares à la sortie de Pontoise, là où se trouve actuellement la gendarmerie, pour établir ce qui se serait appelé Saint-Louis de Pontoise. Sous les conseils de son fils, Jean Thomassin, ce lieu fut abandonné en raison de la superficie insuffisante pour construire des bâtiments, avec en plus des terrains de sport.
Louis Thomassin s’adressa donc à Maître Denizot, qui écrivit à la famille de Ronceray, alors propriétaire du château de Saint-Martin, pour leur demander leur accord concernant l’achat de ce château avec le parc (12 hectares). L’accord a été donné.
Pendant le printemps 1929, commencent les travaux d’aménagement du château, au premier étage duquel s’installe le Père Duprey. Les premières inscriptions affluent et c’est la rentrée des internes le 3 octobre 1929 avec 72 élèves. Deux mois plus tard, 140 élèves sont présents dont 73 pensionnaires, 36 demi-pensionnaires et 31 externes, les classes allant de la 11e à la 5e. Tous sont au Château. La chapelle est dans l’Orangerie. À la tour de l’Abbaye, s’adosse un bâtiment où est installé le père Gay, préfet des études.
En 2012, lors de la fermeture du collège de Juilly, situé à Juilly en Seine-et-Marne (France), Saint-Martin de France a accueilli de très nombreux élèves de cette institution.

## Affaire de viols
Le 25 janvier 2024, l'ancien directeur de l’internat du collège Stanislas est placé en garde à vue et mis en examen pour des faits de « viol sur mineur par personne ayant autorité » commis en 2001 au sein de l'école Saint-Martin-de-France.

## Organisation

### Internat et externat
L’organisation s'inspire des public schools anglaises et de leurs boarding houses. Les élèves sont répartis au sein de maisons, où ils se retrouvent hors temps d'études. Ces maisons sont au nombre de 15, dont une fermée (l'Ermitage). La répartition des élèves est mixte dans les 5 maisons d'externes (chronologiquement, le Vexin, Malebranche, les Pins, Pascal et l'Abbaye), puis est unisexe dans les 10 maisons d'internes. Le but affiché des maisons est de créer un sentiment communautaire entre les élèves, mis à l'épreuve entre autres lors du Sport de maison (compétitions inter‐maisons).

### Études
Saint Martin de France comporte une organisation scolaire divisée en trois unités pédagogiques distinctes : les 6e, 5e, 4e ; les 3e, 2des et les 1res, Terminales. Chaque unité pédagogique est dirigée par un directeur (adjoint du chef d'établissement), lui-même aidé de son propre adjoint. De même, chaque unité possède son bâtiment propre au sein de l'établissement: le cycle 6-5-4 est basé à la Cerisaie, le cycle 3-2 au Morvan, et le cycle 1-Terminale dans le Grand Collège. Les classes sont identifiées selon un modèle niveau + numéro (6e1, 5e2, 4e3...)
En outre, l'établissement propose dès la 4e l'entrée dans une des deux classes bilingue et européenne.

### Règlement vestimentaire
À Saint-Martin-de-France, les élèves portent l’uniforme de l’école les jours de rentrée et de sortie (c’est-à-dire, le plus souvent, le dimanche, le lundi et le vendredi). Pour les filles, cet uniforme est composé d’un blazer bleu marine, de la lavallière de Saint-Martin (aux rayures diagonales noires et vertes, couleurs traditionnelles de l'école), d’un chemisier blanc, d’une jupe ou d’un pantalon bleu marine et de chaussures de ville. Pour les garçons, l’uniforme est composé d’un blazer bleu marine, de la cravate de Saint-Martin (rayée noir et vert), d’une chemise blanche, d’un pantalon bleu marine, et de chaussures de ville.

### Sport
Le sport tient une place importante dans l’éducation donnée à Saint-Martin. Le parc de l’école possède de nombreux terrains. En dehors des heures de cours imposées par le programme de l’Éducation nationale, la vie à Saint-Martin est marquée par le Sport de Maison qui, tout au long de l’année, oppose les maisons. Aussi appelé « Challenge Maurice-Duprey » au sein de l'école, du nom du fondateur de Saint Martin, cette compétition prend place tout au long de l'année, proposant des sports différents à chaque cycle. Le Challenge Maurice Duprey est clôturé par le cross annuel, qui se déroule à des dates différentes selon les unités pédagogiques, puis par une remise des prix aux maisons ayant accumulé les meilleurs scores. L’école participe en outre aux compétitions qui opposent les établissements dans le cadre de l’Union nationale du sport scolaire.
À une époque, Saint-Martin participait à des rencontres sportives bilatérales, notamment avec l’École des Roches en Normandie, le lycée militaire de Saint-Cyr dans les Yvelines, ou encore l'école de Sevenoaks, en Angleterre.

### Musique
L'école possède sa propre école de musique, au sein de l'Orangerie. Des cours optionnels de piano, de guitare, de violon, de percussions ou de chant y sont dispensés.

### Échanges
Saint Martin de France réalise, à partir de la 4e, des échanges avec des écoles étrangères. Ci-dessous, la liste des écoles réalisant des échanges de nos jours avec l'établissement.
| École                                    | Ville       | Pays       |
| ---------------------------------------- | ----------- | ---------- |
| École Saint-Pierre (en)                  | Guildford   | Angleterre |
| Gresham's School                         | Holt        | Angleterre |
| Colegio Nuestra Señora del Recuerdo (es) | Madrid      | Espagne    |
| École Saint-Sauveur (de)                 | Berlin      | Allemagne  |
| Episcopal High School (en)               | Bâton-Rouge | États-Unis |
| Apex High School (en)                    | Apex        | États-Unis |
| Hangzhou Greentown Yuhua School          | Hangzhou    | Chine      |
| Trinity College School                   | Port Hope   | Canada     |
| Colegio Vista Hermosa (en)               | Mexico      | Mexique    |
| École piariste (hu)                      | Kecskemét   | Hongrie    |

## Patrimoine
Certains des édifices de l’École appartiennent au patrimoine historique ; notamment le Château, et la tour datant du Moyen Âge.

### Le château
À la fin du XVIIe siècle, le cardinal de Bouillon (1643-1715), devenu seigneur du domaine de Pontoise en 1684 et abbé de Saint-Martin en 1671, fait reconstruire le palais abbatial et demande à l’architecte Le Nôtre d’aménager les jardins à la française dans le parc. C’est lui qui se chargea de diriger la réalisation des bassins, des terrasses, des jets d’eau et qui fit construire l’Orangerie. En 1752, le château de Saint-Martin devient la propriété du prince de Conti (1727-1776), grand-prieur de France. En 1929, le château est acquis par l’Oratoire. Il abrite une des maisons de demi-pensionnaires, appelée Malebranche.

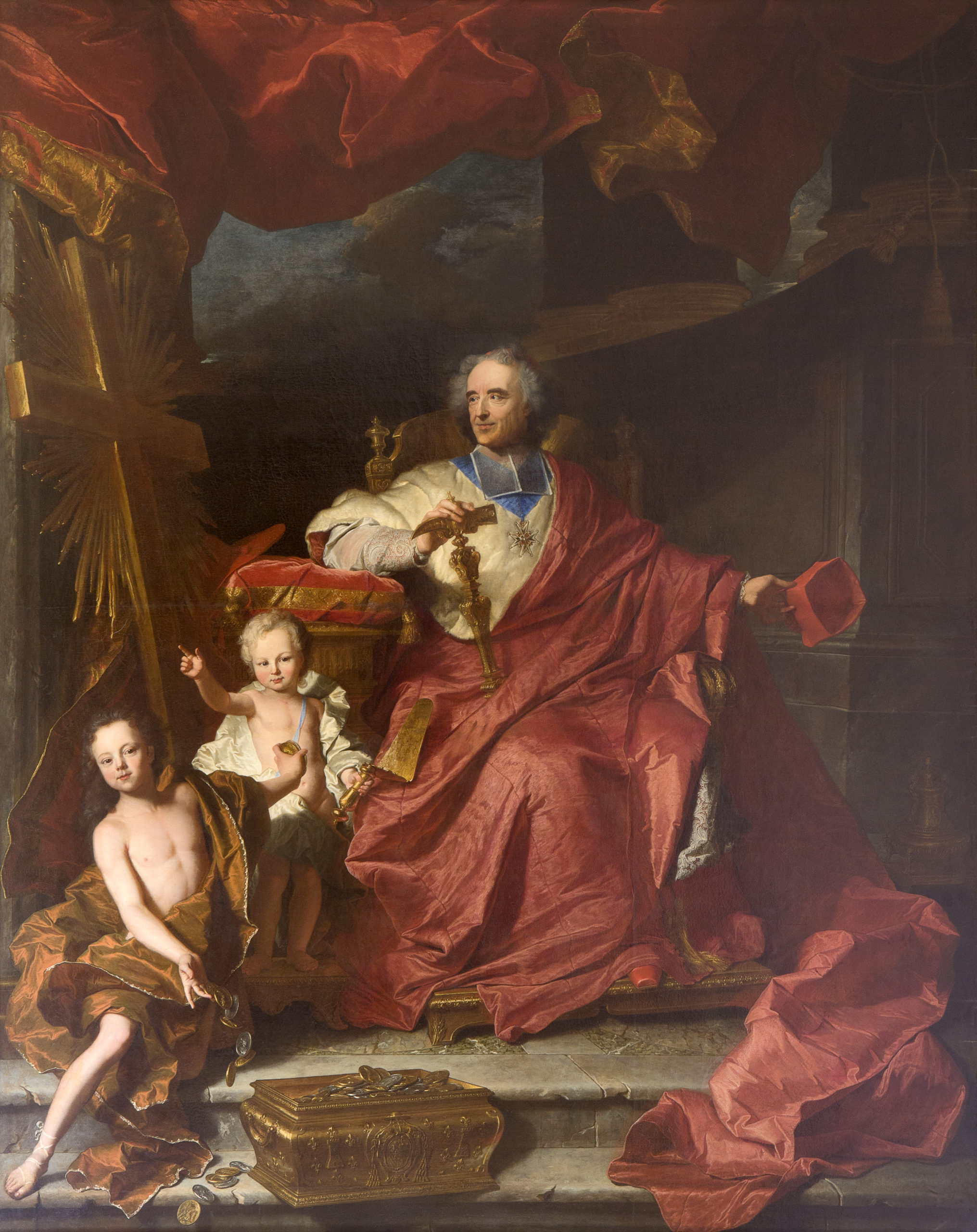
Emmanuel-Théodose de La Tour d'Auvergne, dit cardinal de Bouillon.
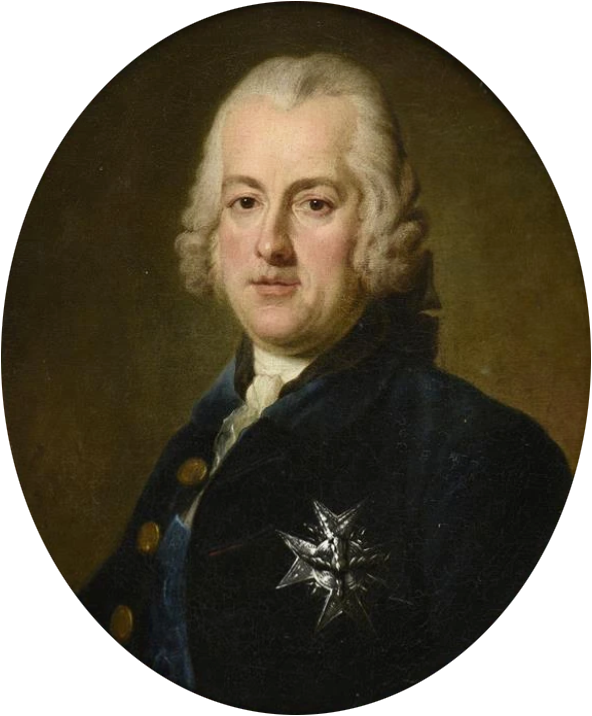
Louis-François de Bourbon-Conti, prince de Conti.

### Les souterrains
Plusieurs kilomètres de souterrains existent dans l'école où se trouve une église clandestine, des catacombes, diverses gravures. Les entrées des souterrains se situent devant l'Abbaye, dans les caves du Château, dans le bois de Saint-Martin au niveau du lac. Les souterrains sont parfois ouverts au public lors des portes ouvertes de l'école.

### L'abbaye

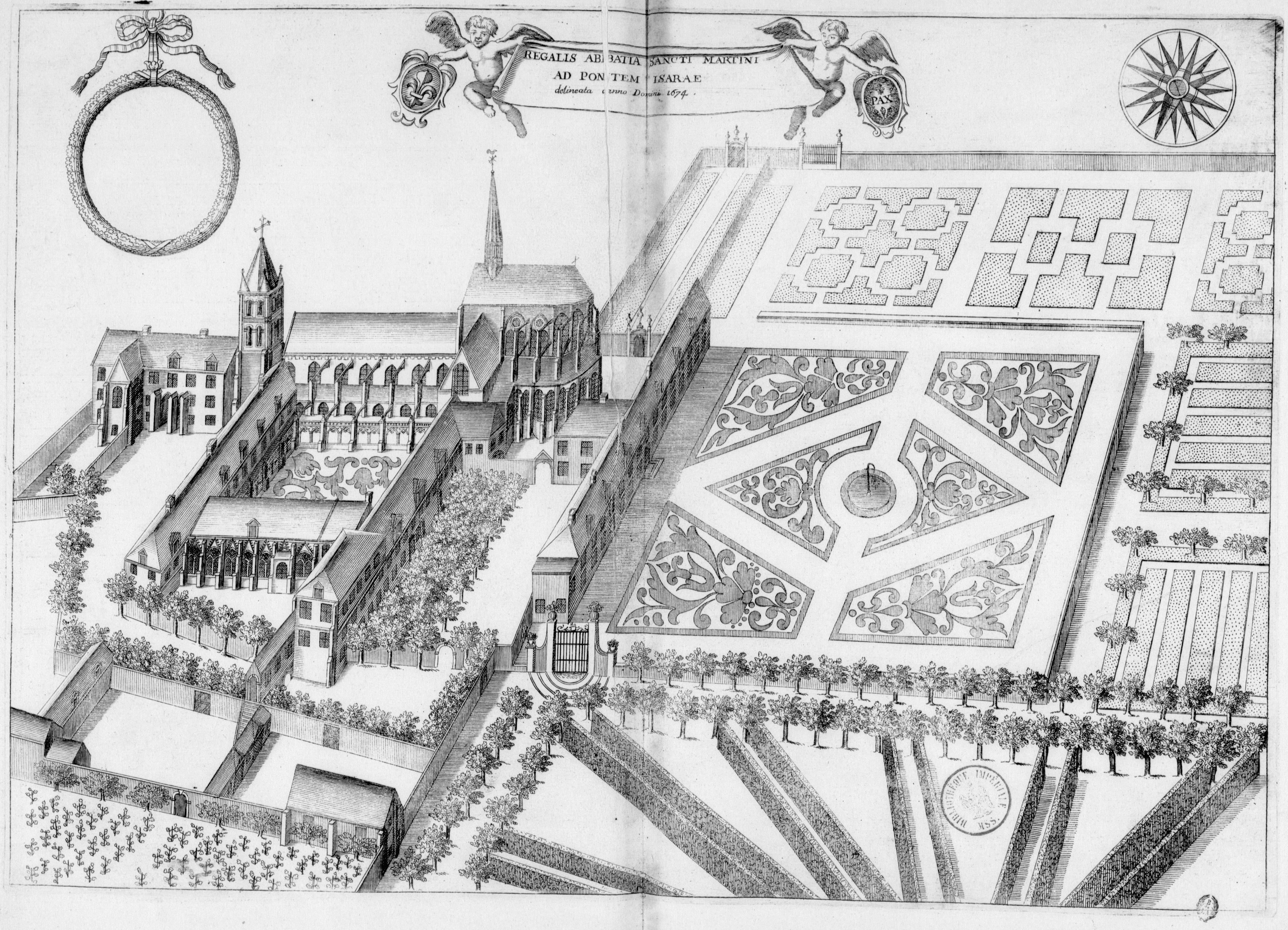
Planche gravée du XVIIe siècle représentant l'abbaye Saint-Martin de Pontoise, dans le livre Monasticon Gallicanum, Bibliothèque nationale de France.

C'est la plus ancienne maison de Saint-Martin. Cette maison est située à l'emplacement de l’ancienne abbaye bénédictine de Saint-Martin, rasée par un incendie en 1791. Dans la première moitié du XIe siècle, un groupe de moines s’installe à l’intérieur des murs de Pontoise, autour d’une chapelle dédiée à saint Germain. Le premier abbé connu est Gauthier (vers 1030-1099). En 1080, l’abbaye reçoit des terres et les droits sur l’église paroissiale du bourg Saint-Martin. Gauthier transfère l’abbaye sur le plateau au-delà de la Viosne. L’abbaye est alors appelée « Saint-Germain-et-Saint-Martin », puis tout simplement « Saint-Martin ». La communauté s’enrichit rapidement grâce aux donations consenties notamment par une branche cadette des vicomtes de Vexin. À l’époque, la Normandie est un duché souverain et la vicomté de Vexin est une de ses divisions territoriales.
En 1153, l’abbé Gauthier est canonisé. Son tombeau devient l’objet d’un pèlerinage, ainsi qu’un puits à l’eau réputée miraculeuse. Le tombeau sculpté, classé monument historique, a été transféré dans l’église Notre-Dame à la Révolution. Le puits à double margelle proche de l’allée centrale du parc de l’école pourrait être ce puits.
En 1170, les moines obtiennent le droit de foire. C'est l’origine de la foire Saint-Martin de Pontoise, qui se tient aujourd’hui au mois de novembre, à l’occasion du 11 novembre, qui est le jour de la Saint-Martin.
En 1788, l’abbaye est dévastée par un orage. Les bâtiments, en mauvais état, sont rasés en 1791. Il n’en reste aujourd’hui plus que la tour-clocher, qui date du XIIe siècle, et une grange céréalière probablement construite après la guerre de Cent Ans.
La tour fait partie de l’actuelle maison de pensionnaire « Abbaye », tandis que la grange est utilisée pour des réunions, réceptions, recueillements et messes.
Il existe encore quelques souterrains ouverts sous l'abbaye, accessibles depuis un escalier et qui présentent la particularité d'être construits avec des clefs de voûte très rapprochées. On pense que leur construction a servi d'école aux apprentis maçons. Ces souterrains se terminent au bout de quelques centaines de mètres par des éboulis. On raconte qu'ils passaient sous l'Oise et faisaient plusieurs kilomètres en direction des châteaux alentour. On y organisait, avec les animateurs de la maison, dans les années 1970, des messes, mais aussi des soirées « peur et fantômes », avant goût de la fête d'Halloween d'aujourd'hui.

## Les Maisons
La maison est l'équivalent des unités pédagogiques hors du temps de travail. Ce sont des lieux de vie où les élèves se trouvent lorsqu'ils n'ont pas cours. Plusieurs activités peuvent y être organisées.

## Incidents
En 6 mars 2009, une rixe éclate entre des élèves et des gens du voyage, établis dans un camp jouxtant l'établissement. Après avoir essuyé des jets de pierre, les gens du voyage ont frappé une quinzaine d'élèves. En résulte plusieurs blessés, mais aucune interpellation.
Dans la nuit du 20 au 21 octobre 2015, à 3 h 30, le « bar » de l'établissement est cambriolé. Des riverains, alertés par le bris d'une vitre, avertissent la BAC. Des adolescents sont retrouvés sur les lieux, équipés de sac à dos et de lampes torches, et en possession de plusieurs canettes de boissons gazeuses. 4 seront placés en garde à vue.

## Identité visuelle
Sur le blason de l'École, apparaît Saint-Martin chevauchant, en train de couper son manteau en deux avec son épée de militaire. Le vert et le noir sont les couleurs traditionnelles de l'école.

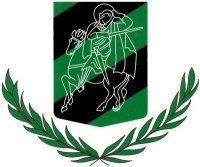
Blason de l'École.
Logotype courant.
Logotype du journal de l'école de l'année 2014‐2015.

## Personnalités liées à l'établissement

### Directeurs
Les directeurs de Saint-Martin de France ont été les suivants, depuis sa création en 1929 :
| No | Début | Fin    | Nom              | Domaine d'études |
| -- | ----- | ------ | ---------------- | ---------------- |
| 1  | 1995  | 2003   | Daniel Chapelier | -                |
| 2  | 2003  | 2015   | Christian Bécret | Économie         |
| 3  | 2015  | 2018   | François Colin   | Mathématiques    |
| 4  | 2018  | actuel | Laurent Dumaine  | -                |

### Anciens élèves ou enseignants
- Axel Bauer, né en 1961, chanteur, acteur, musicien, fils de Franck Bauer.
- Nicolas Beau, né en 1952, journaliste et écrivain.
- Alexandre Brasseur, né en 1971, acteur, fils de l'acteur Claude Brasseur.
- Roland de Candé (1923-2013), musicologue.
- Stéphane Crémer, né en 1954, poète, fils du comédien Bruno Crémer.
- Romain Del Bello, né en 1974, journaliste sportif, y a effectué toute sa scolarité de la sixième à la terminale.
- Guillaume Depardieu (1971-2008), acteur, fils de Élisabeth Guignot et Gérard Depardieu.
- Sébastien Dhavernas, né en 1950, acteur, metteur en scène et homme politique québécois.
- Georges Dumézil (1898-1986), a enseigné le latin et le grec à Saint-Martin, où il avait été accueilli en 1941 par le père Dabosville alors qu'il était recherché par la police de Vichy.
- Hervé Duthu, né en 1952, journaliste sportif.
- Thierry Funck-Brentano, né en 1947, homme d’affaires, directeur général du groupe Lagardère depuis 2006.
- Laurent Saint-Gérard, né en 1969, comédien et humoriste ; il a passé six années d'internat à l'Abbaye, au Verger, et à l'Ermitage.
- Jean-Claude Gueudet, né en 1940, homme d'affaires, dirigeant du groupe de distribution automobile Gueudet.
- Patrick Gueudet, né en 1942, frère du précédent, homme d'affaires, dirigeant du groupe Gueudet[9].
- Bruno Guiblet, né en 1951, romancier, auteur notamment du Muscle de l'amour, paru en 2003 ; un passage de ce roman prend pour décor Saint-Martin.
- Éric Le Boucher, né en 1950, journaliste, directeur du magazine Enjeux-Les Échos et l'un des cofondateurs du magazine en ligne Slate.fr.
- Jean-Pierre Léaud, né en 1944, acteur.
- Pascal Lee, né en 1964, planétologue.
- Pierre de Longuemar (1929-2018), banquier et historien.
- Laurent et Pierre Malet, jumeaux nés en 1955, comédiens.
- François de Negroni, né en 1945, écrivain et sociologue.
- Sven Ortoli, né en 1953, journaliste et auteur.
- Michel Peissel (1937-2011), ethnologue, explorateur, tibétologue, réalisateur et écrivain.
- Arnaud Péricard, avocat, maire de Saint-Germain-en-Laye, fils du député-maire Michel Péricard.
- Jean-Marc Piaton, mari de la comédienne Charlotte de Turckheim et père de la comédienne Julia Piaton.
- Jean-Bruno Renard, né en 1947, sociologue, professeur à l'université Paul-Valéry-Montpellier-III, fils de Jean-Claude Renard.
- Jean-Claude Renard (1922-2002), père du précédent, poète et essayiste.
- Romain Sardou, né en 1974, écrivain, fils du chanteur Michel Sardou.
- Jean Séverin (1911-1998), pseudonyme de Antonin Bondat, écrivain, enseignant des lettres classiques à Saint-Martin, avant 1939 ; directeur des études pendant vingt-cinq ans en même temps que professeur de seconde et première.
- Bertrand Tavernier (1941-2021), cinéaste.
- Sébastien Tellier, né en 1975, artiste de musique électronique, chanteur et acteur.
- Gilles A. Tiberghien, né en 1953, philosophe, écrivain, enseignant.
- Jean-Marc Varaut (1933-2005), avocat, ténor du barreau de Paris et homme politique.
- Jean-Éric Vergne, né en 1990, pilote automobile, externe pendant ses années d'étude.
- Éric Saint-Martin, né en 1965, jockey.
- Gibus de Soultrait, né en 1957, journaliste, cofondateur du magazine de surf Surf Session.
- Guy Jourdier, né en 1965, Fondateur de la marque de joaillerie parisienne Persan & Bellefond